# Малга Сан Ђорђо (Верона)
Малга Сан Ђорђо, познатије као Сан Ђорђо, насеље је у Италији у округу Верона, региону Венето.
Према процени из 2011. у насељу је живело 17 становника. Насеље се налази на надморској висини од 1495 м.